# Zhang Guowei (ur. 1991)
Zhang Guowei (chiń. 张国伟; ur. 4 czerwca 1991 w Binzhou) – chiński lekkoatleta, skoczek wzwyż.

## Osiągnięcia
| Rok  | Impreza                   | Miejsce        | Lokata            | Wynik |
| ---- | ------------------------- | -------------- | ----------------- | ----- |
| 2010 | Mistrzostwa Azji juniorów | Hanoi          | 2. miejsce        | 2,23  |
| 2011 | Mistrzostwa świata        | Daegu          | 10. miejsce       | 2,25  |
| 2012 | Halowe mistrzostwa Azji   | Hangzhou       | 2. miejsce        | 2,28  |
| 2012 | Halowe mistrzostwa świata | Stambuł        | 4. miejsce        | 2,31  |
| 2012 | Igrzyska olimpijskie      | Londyn         | el. – 21. miejsce | 2,21  |
| 2013 | Mistrzostwa świata        | Moskwa         | 9. miejsce        | 2,29  |
| 2014 | Halowe mistrzostwa Azji   | Hangzhou       | 3. miejsce        | 2,20  |
| 2014 | Halowe mistrzostwa świata | Sopot          | 7. miejsce        | 2,29  |
| 2014 | Puchar interkontynentalny | Marrakesz      | 6. miejsce        | 2,27  |
| 2014 | Igrzyska azjatyckie       | Incheon        | 2. miejsce        | 2,33  |
| 2015 | Mistrzostwa świata        | Pekin          | 2. miejsce        | 2,33  |
| 2016 | Halowe mistrzostwa świata | Portland       | 6. miejsce        | 2,29  |
| 2016 | Igrzyska olimpijskie      | Rio de Janeiro | el. – 25. miejsce | 2,22  |
| 2017 | Mistrzostwa Azji          | Bhubaneswar    | 2. miejsce        | 2,28  |
| 2017 | Mistrzostwa świata        | Londyn         | el. – 24. miejsce | 2,22  |

Medalista mistrzostw kraju w różnych kategoriach wiekowych.

## Rekordy życiowe
- Skok wzwyż (stadion) – 2,38 (2015)
- Skok wzwyż (hala) – 2,33 (2014) do 2019 rekord Chin